# Chrysler SERV
Le Chrysler SERV, pour Single-stage Earth-orbital Reusable Vehicle (Véhicule réutilisable d'un étage d'orbite terrestre), est un projet conçu et proposé par la division spatiale de Chrysler pour l'appel d'offres du programme de la navette spatiale en 1968 de la NASA. Contrairement aux concurrents qui ont répondu à la première phase de l'appel d'offres, sa conception était très éloignée de l'apparence d'une navette devant transporter puis larguer son réservoir utile pour la mise en orbite de l'appareil. Le véhicule devait être une fusée SSTO qui décollerait du pas de tir de la Saturn V pour réatterrir verticalement au centre spatial Kennedy.
L'appareil aurait été conçu pour effectuer des missions de fret sans équipage. Une petite navette installée au-dessus de la fusée était prévue pour les missions avec équipage. Le projet fut accepté fin 1969, mais malgré une extension de contrat pour prolonger les études nécessaires à la conception du SERV en 1971,, ce dernier fut annulé au moment de la Phase B.

## Histoire

### La genèse
En 1966, l'armée de l'air américaine a lancé une étude portant sur une variété de vaisseaux spatiaux avec équipage et de lanceurs associés. Les propositions étudiées furent réparties en trois classes, en fonction de leur degré de réutilisation. Les véhicules de «classe I» plaçaient un avion spatial au-dessus d'un lanceur ICBM existant ou modifié. Les véhicules de «classe II» ajoutaient une réutilisation partielle de certains composants du lanceur, tandis que les véhicules de «classe III» étaient entièrement réutilisables.
L'USAF avait déjà commencé à travailler sur un modèle de classe I dans le cadre de son programme X-20 Dyna Soar, annulé en décembre 1963, mais s'intéressait au modèle Lockheed Star Clipper de classe II en tant que développement futur possible, l'étude n'a jamais abouti.

### Réflexion
À l'époque, la NASA était en train de mettre un terme à l'élaboration du programme Apollo. Un certain nombre de bureaux de la NASA ont lancé des programmes visant à explorer les missions avec équipage dans les années 1970 et au-delà. Parmi les nombreuses propositions, la station spatiale avec équipage permanent était l'une des plus populaires. Ces plans prévoyaient généralement l'utilisation des fusées Saturn V existantes pour lancer les stations et même les équipages, comme le Skylab.
L'idée d'un lanceur simple et peu coûteux pour les équipages, pouvant transporter un cargo, est née des études sur les stations spatiales, et la première mention étant faite dans les budgets de l'année fiscale 1967. La conception d'un système de transport spatial (STS) réutilisable et peu coûteux de classe III a véritablement débuté fin 1967, par George Mueller.

### Première étude

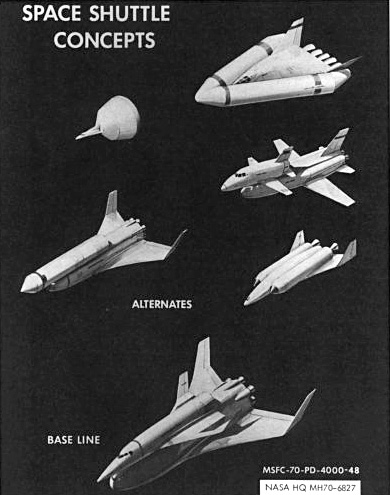
Les différents model proposé avec le SERV visible en haut a gauche.

La NASA programme son développement d'un STS en quatre étapes. La première était une étude et une analyse économique du projet, la seconde, la phase A, était dédiée aux versions alternatives à une navette spatiale. Les contrats de développement pour les propositions ont été publiés en 1968, les propositions étant attendues à l'automne 1969. Un certain nombre de conceptions ont été présentées par divers partenaires industriels. Presque toutes les conceptions étaient basées sur des avions spatiaux à aile delta ou à corps portant hormis le SERV.

### Phase A
Chrysler Aerospace a remporté le contrat pour sa participation à la série de la Phase A, formant une équipe sous la direction de Charles Tharratt. La plupart des centres de la NASA soutenaient l'un des véhicules ailés. Le SERV n'a trouvé aucun soutien au sein de la bureaucratie. De plus, le corps des astronautes insistait sur le fait que tout futur vaisseau spatial de la NASA devait être habité, et le concept présentait un risque technologique élevé en tant que SSTO.
Un contrat d'extension a tout de même été offert, produisant le rapport final sur la conception du SERV, remis le 1er juillet 1971, mais n’a pas été retenus.

## Conception

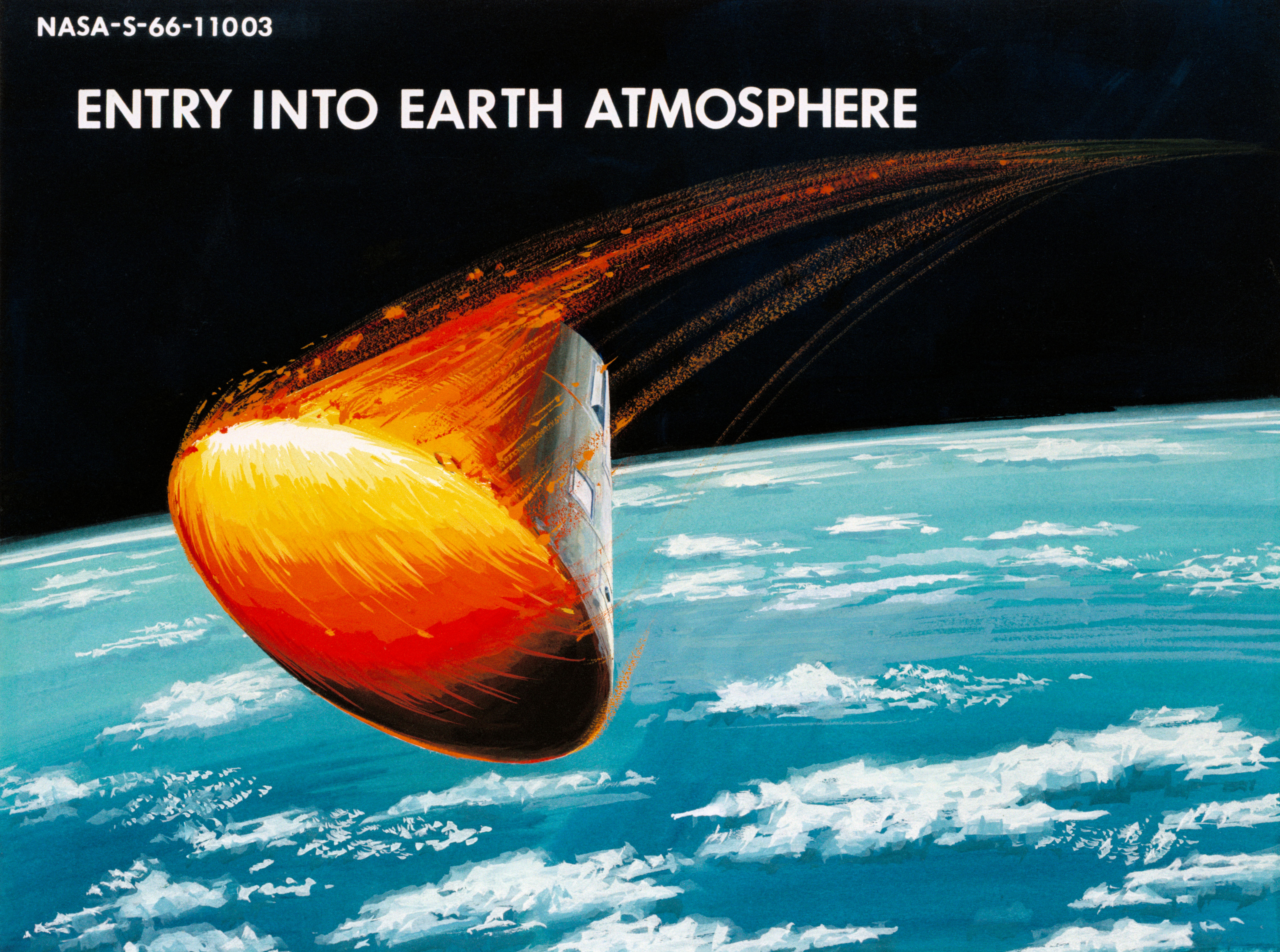
Le module de commande Apollo qui a inspiré la forme du SERV.

### Aérodynamisme
Le SERV se composait d'un grand corps conique avec une base arrondie que Chrysler appelait une "conception Apollo modifiée". La ressemblance est due au fait que les deux véhicules utilisaient des profils de rentrée à corps arrondi, qui réduisent la charge thermique pendant la rentrée atmosphérique en créant une très grande onde de choc devant une surface arrondie. L'inclinaison du véhicule par rapport à la direction du mouvement modifie le schéma des ondes de choc, produisant une portance qui peut être utilisée pour manœuvrer le vaisseau spatial.
Pour faciliter la génération de portance, le SERV était "étagé", la partie inférieure du cône étant inclinée à environ 30 degrés et la partie supérieure plus proche de 45 degrés. Le SERV avait une largeur de 27 m au point le plus large et une hauteur de 20 m. La masse brute au décollage était d'un peu plus de 2 700 tonnes, soit à peu près la même que les 2 800 t du Saturn V, mais plus que les 2 000 t de la navette.

### Bouclier thermique
La majeure partie de la cellule du SERV était constituée d'un nid d'abeilles composite en acier. La base était recouverte de panneaux de bouclier thermique ablatifs vissés, ce qui permettait un remplacement facile entre les missions. Les parties supérieures de la cellule, qui recevaient des charges thermiques considérablement plus faibles, étaient recouvertes de bardeaux métalliques recouvrant une isolation en quartz en dessous. Quatre jambes d'atterrissage s'étendaient depuis le bas, leur "pied" formant une partie de la surface du bouclier thermique une fois rétractées.

### Propulsion
Une tuyère aérospike, LH2/LOX séparée en douze modules était disposée autour du bord de la base, recouverte par des boucliers métalliques mobiles. Pendant l'ascension, des volets se déplaçaient pour former une immense tuyère à géométrie variable afin de s'adapter à la diminution de la pression atmosphérique. Le module était alimenté par quatre turbopompes interconnectées, qui fonctionnaient à 75% de leur capacité nominale afin de compenser la perte de l'une d'elles. Le moteur dans son ensemble fournirait une poussée de 25,8 MN, soit à peu près la même que le S-IC, le premier étage du Saturn V.
Un ensemble de quarante moteurs à réaction de 89 kN était prévu pour être mis à feu juste avant l'atterrissage afin de ralentir la descente. Des portes mobiles au-dessus des moteurs s'ouvraient pour l'alimentation en air. Deux RL-10 fournissaient la poussée de désorbitation, de sorte que le moteur principal n'avait pas besoin d'être redémarré dans l'espace.

### Réservoir
Une série de réservoirs coniques autour du bord extérieur de l'engin, juste au-dessus des moteurs, stockait le LOX. Le LH2 était entreposé dans des réservoirs beaucoup plus grands, plus près du centre de l'engin. Des réservoirs sphériques beaucoup plus petits, situés dans les espaces sous l'extrémité arrondie des réservoirs de LOX, contenaient le JP-4, le carburant utilisé pour alimenter les moteurs à réaction. Les moteurs de manœuvre orbitale et de désorbitation étaient regroupés autour du sommet du vaisseau spatial, alimentés par leurs propres réservoirs intercalés entre le LH2. Cette disposition des réservoirs laissait un grand espace ouvert au milieu de l'engin, de 18 m, qui servait de soute de chargement.

### Le MURP

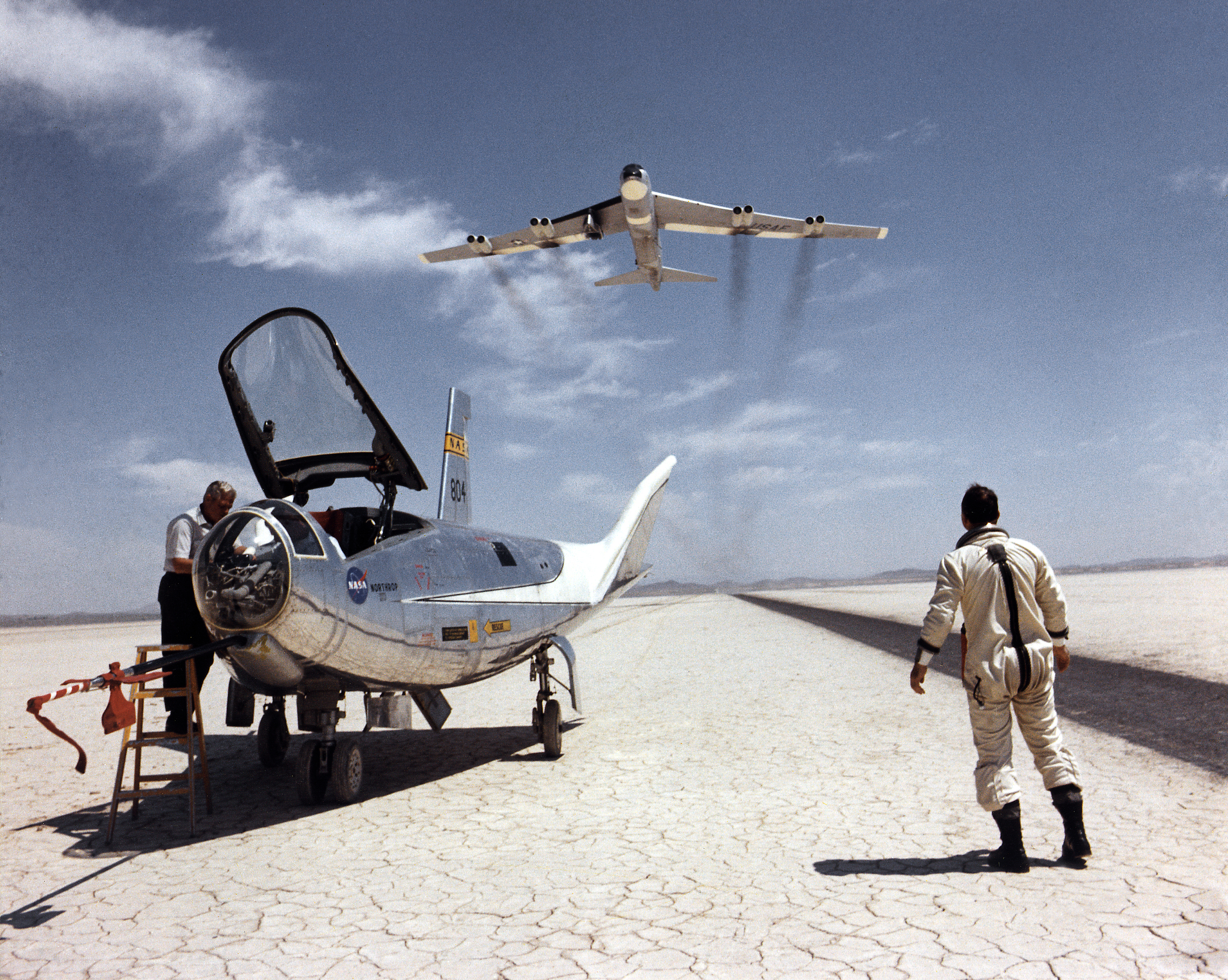
Un Northrop HL-10 au sol avec un Boeing B-52 Stratofortress en vol

Les propositions originales utilisaient un avion spatial MURP, pour Manned Upper-stage Reusable Payload (Charge utile réutilisable d'étage supérieur habité), afin de soutenir les missions habitées. Le MURP était basé sur la conception HL-10, déjà à l'étude par North American Rockwell dans le cadre de leurs efforts STS. Il était monté au-dessus d'un conteneur de fret et d'un carénage, qui mesurait 35 m de long au total. Dans la deuxième version de l'étude, Chrysler a également ajouté une option remplaçant le MURP par un "module personnel" (Personal Module), basé sur l'Apollo CSM, qui mesurait 23 m de long lorsqu'il était combiné avec le même conteneur de fret. Le "SERV-MURP" original mesurait 42 m lorsqu'il était combiné avec le SERV, tandis que la nouvelle configuration, "SERV-PM", mesurait 31 m de haut. Les deux systèmes comprenaient un abandon tous azimuts de la partie habitée tout au long de l'ascension.

### Les variants
En tout quatre combinaisons de mode et de module ont été pensées, mais uniquement deux profils de mission de base ont été sélectionnés comme les plus efficaces. 
- Le SERV-PM, l'orbite terrestre haute était utilisée, et le PM ne manœuvrait que sur une courte distance pour atteindre la station.
- Le SERV-MURP, l'orbite terrestre basse était utilisée, et le MURP manœuvrait le reste du chemin par lui-même.

Dans les deux cas, le SERV pouvait revenir immédiatement sur Terre et laisser le PM ou le MURP atterrir par eux-mêmes, ou plus communément, attendre sur l'orbite de stationnement qu'un module de fret d'une mission antérieure le rejoigne pour le retour sur Terre.

## Logistique

### Site de construction
La NASA s'était associée à Chrysler pour construire le Saturn IB, conçu par la NASA, au centre d'assemblage de Michoud, à l'extérieur de la Nouvelle-Orléans. Chrysler a proposé de construire également les SERV à Michoud, en les livrant sur les navires de la classe Bay, utilisés pour transporter le S-IC de Boeing depuis la même usine. Comme le SERV était plus large que les navires, il aurais du etre transporté légèrement incliné afin de réduire sa largeur totale. La seule autre nouvelle infrastructure nécessaire était un ensemble de bancs d'essai au complexe d'essais de moteurs de Mississippi Test Operations, près de Michoud.

La réutilisation d'une grande partie de l'infrastructure existante a permis de réduire les coûts globaux du programme à 3,565 milliards de dollars, chaque SERV coûtant 350 millions de dollars (en dollars de 1971). Il étant conçu pour 100 vols sur une durée de vie de 10 ans. Cela était bien moins cher que les propositions de retour en vol à deux étages présentées par les autres entreprises, dont les coûts de développement atteignaient un maximum de 10 milliards de dollars.

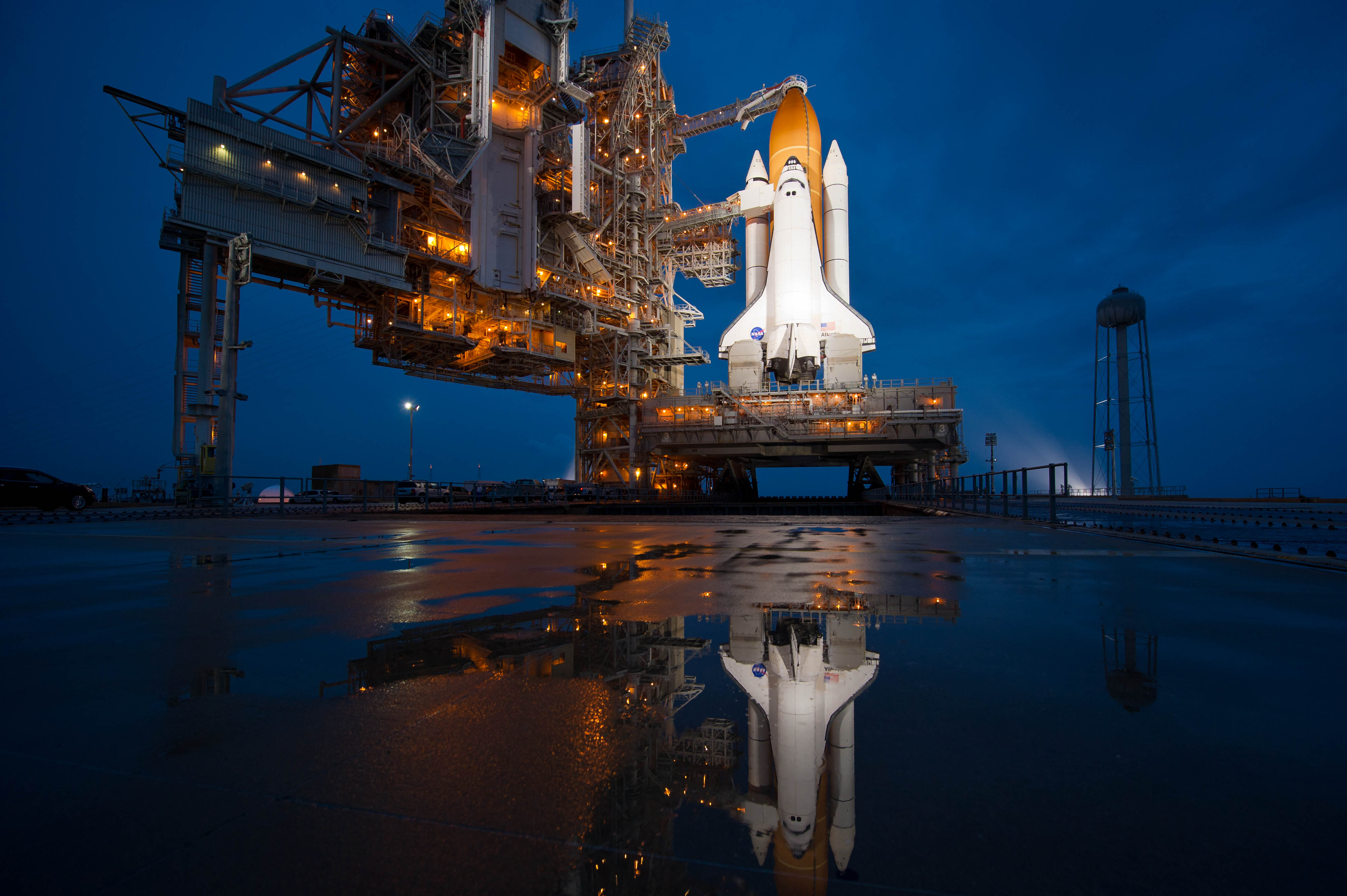
le pas de tir LC-39 avec la navette Atlantis pour la mission sts-135

### Site d’assemblage
Les SERV devaient être équipés dans la High Bay du Vehicle Assembly Building (VAB), accouplés au PM ou au MURP, qui étaient préparés dans la Low Bay, puis transportés vers les pas de tir LC-39 sur l'engin de transport crawler existants. Le pas de tir ne nécessitaient que des modifications mineures pour l'utilisation du SERV. Chrysler a proposé de construire plusieurs aires d'atterrissage pour le SERV entre LC-39 et le VAB, ainsi qu'une piste d'atterrissage pour le MURP près de la piste d'atterrissage existante de la navette spatiale. Les SERV seraient ramenés au VAB sur un énorme camion à plateau. 

### Mission & Cargaison
Deux mode de mission de base étaient envisagées. 
- Les missions "Mode A" amenaient le SERV sur une orbite de stationnement à haute altitude à 480 km, inclinée à 55 degrés.
- Les missions "Mode B" amenaient le SERV sur une orbite terrestre basse (LEO) à 200 km, inclinée à 28,5 degrés, lors d’un lancement plein est depuis le Centre spatial Kennedy.

Les deux type de mission devais livraient 11 000 kg de fret à la station spatiale bien que dans la configuration PM, les poids totaux lancés étaient beaucoup plus faibles. Si la configuration PM était utilisée avec un carénage au lieu de la capsule, le SERV pouvait livrer 51 000 kg en LEO, ou jusqu'à 57 000 kg avec un "Nez allongé". Le Nez allongé réduisait la traînée atmosphérique en créant des ondes de choc dégageant le corps du véhicule pendant l'ascension.

### Durée des missions
Le SERV n'était pas prévu pour rester en orbite pendant de longues périodes, les missions les plus longues décrites dans le rapport durant un peu moins de 48 heures. Généralement, il revenait après qu'un petit nombre d'orbites avait rapproché sa trace au sol suffisamment de Kennedy, et des missions d'abandon en une orbite étaient envisagées. Le véhicule était conçu pour revenir à un emplacement 

## Conceptions similaires
Le SERV était similaire à la conception ultérieure du McDonnell Douglas DC-X. La principale différence entre les deux était que le DC-X était conçu pour une mission militaire et nécessitait une capacité de manœuvre de rentrée beaucoup plus grande. Pour cette raison, la cellule était longue et mince, et le vaisseau spatial rentrait nez en premier. L'inclinaison de cette forme par rapport à la trajectoire du mouvement générait une portance considérablement plus importante que la base arrondie du SERV, mais soumettait également la cellule à des charges thermiques beaucoup plus élevées.
Le projet avorté de la navette spatiale Hermès du programme spatial européen était une navette MURP qui devait être posée au-dessus d'une fusée Ariane V utilisée pour la mise en orbite. L'idée fut reprise pour le projet de cargo habité SUSIE avec une Ariane 6 sous sa composition 64 (avec 4 boosters).
Plus récemment, la disposition originale du SERV a été reprise dans le vaisseau spatial Blue Origin Goddard (en). Comme le SERV, le Goddard n'a pas besoin des capacités de portée transversale étendues d'un lanceur militaire et est revenu au profil de rentrée à base arrondie plus simple. Une étude de conception similaire, le Kankoh-maru, utilisait également le même profil VTOL à corps arrondi, développé par Mitsubishi Heavy Industries.